# Manuel Alonso Martínez

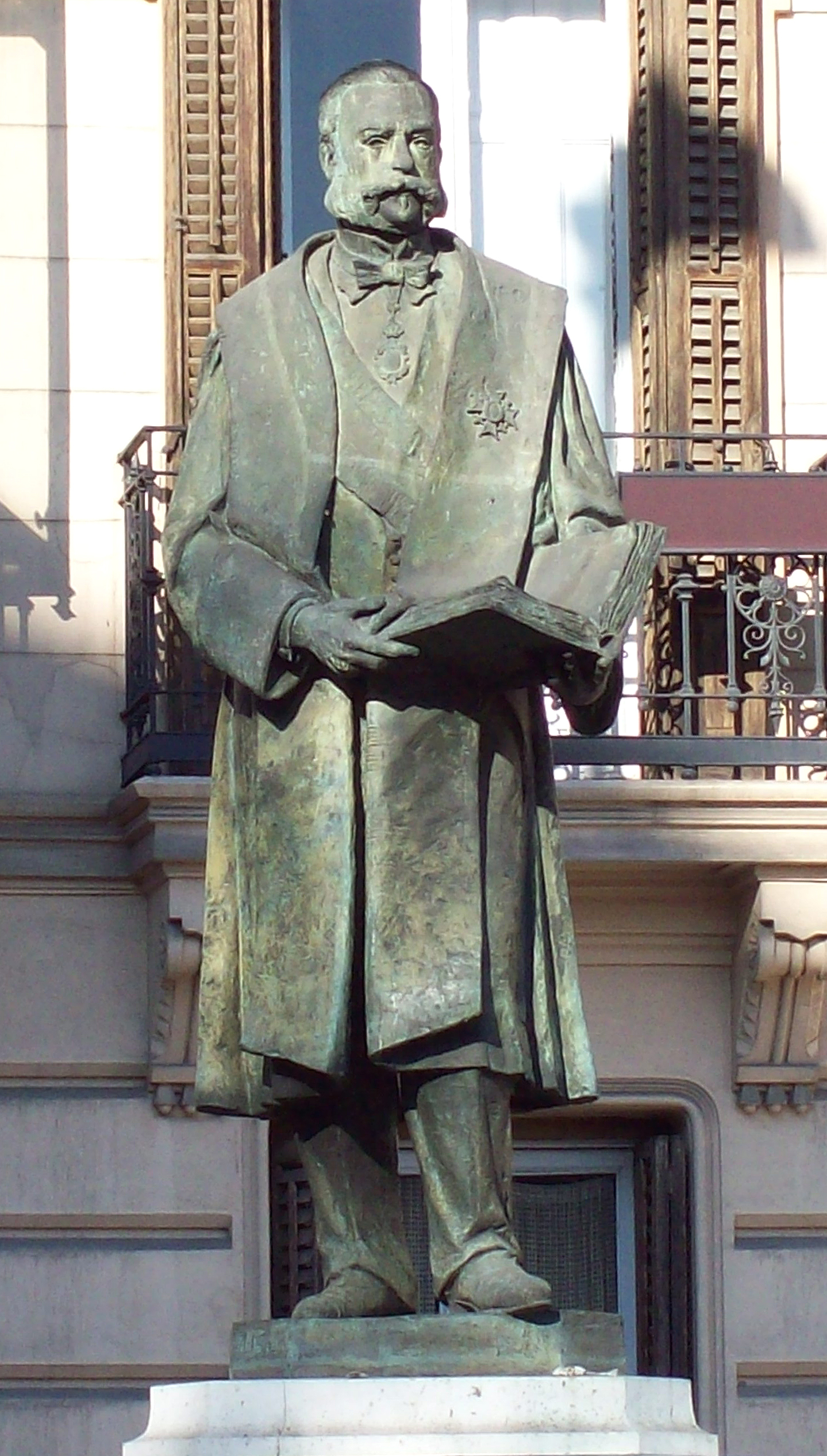
Monumento a Alonso Martínez em Madrid (J.L. Parês, 1994).

Manuel Alonso Martínez (Burgos, 1 de janeiro de 1827 – Madrid, 13 de janeiro de 1891) foi um jurista e político espanhol.
Cursou os estudos de Direito e Filosofia e Letras em Madrid. Exerceu como advogado na sua cidade natal até ser, durante o Biênio Progressista, eleito deputado pela província de Burgos. De 1855 a 1856 é nomeado Ministro de Fomento sob o governo de Baldomero Espartero, destacando-se o seu trabalho no financiamento do Canal de Isabel II. Com a criação da União Liberal de Leopoldo O'Donnell une-se ao mesmo em 1857 sendo Governador Civil de Madrid. De 1865 a 1866 é Ministro de Fazenda durante a decadência dos governos liberais e antes do Sexênio Democrático.
Apartado da vida política, em 1869 é eleito Presidente da Real Academia de Jurisprudência e Legislação e dedica o seu tempo ao trabalho como jurista e escritor. Em 1875, após a Restauração bourbônica na Espanha na pessoa de Afonso XII, é nomeado Presidente da Comissão que haveria de redigir o projeto de Constituição de 1876, ao mesmo tempo que prossegue os seus trabalhos jurídicos participando ativamente na codificação do Direito Civil. O Código Civil Espanhol é considerado como um dos seus sucessos mais importantes.
Em 1881 é nomeado Ministro de Graça e Justiça sob a Presidência de Práxedes Mateo Sagasta. Em 1890 é, finalmente, eleito Presidente do Congresso dos Deputados. À sua morte, a sua viúva Dona Demetria Martín y Baraya foi distinguida com o título de Marquês de Alonso Martínez.
Embora pertencesse ao movimento liberal, Alonso Martínez destacou-se por convicções mais próprias do Antigo Regime. Convencido de que levar para o extremo as liberdades individuais dos homens podia levar para o caos, cria na sociedade organizada hierarquicamente. Assim, mantinha o discurso aristotélico e enfrentava-se, não somente a qualquer teoria socialista, mas também ao krausismo.
Alonso Martínez gozou da confiança de Isabel II, de Afonso XII e da Reina Regente María Cristina de Habsburgo. Seu bufete foi durante décadas um dos mais prestigiosos da Espanha e foi o principal impulsionador da carreira política do seu genro o Conde de Romanones.